# Snežana Borovčanin
Snežana Borovčanin (* 28. August 1992) ist eine ehemalige bosnische Biathletin und Skilangläuferin.
Snežana Borovčanin startete für den SK Glasinac. Von 2009 bis 2018 nahm sie im Skilanglauf in unterklassigen FIS-Rennen sowie im Balkan Cup teil. Dabei erreichte sie häufig einstellige Platzierungen. Höhepunkt der Karriere war die Teilnahme an den Nordischen Skiweltmeisterschaften 2013 im Val di Fiemme, wo sie 98. über 10 Kilometer Freistil wurde.
Von 2011 bis 2018 startete Borovčanin auch im Biathlonsport international. Ihre ersten Rennen bestritt sie zum Auftakt der Saison 2011/12 im IBU-Cup in Östersund und wurde 95. eines Sprints. Bei den Biathlon-Europameisterschaften 2014 in Nové Město na Moravě. wurde sie 60. des Sprints und qualifizierte sich damit als Letzte für das Verfolgungsrennen, das sie aber nicht antrat. 2015 kam sie in Otepää als 66. im Einzel auf ihre beste Platzierung.